# Волохатий Роман Андрійович
Роман Андрійович Волохатий (нар. 23 серпня 2000, Передмірка, Кременецький район, Тернопільська область, Україна) — український футболіст, півзахисник клубу «Інгулець» (Петрове)

## Життєпис
Вихованець чортківського футболу. У ДЮФЛУ виступав за «Чортків-Педліцей», а на дорослому рівні — за «Кристал» (Чортків) в аматорському чемпіонаті України та чемпіонаті Тернопільської області. З квітня по липень 2018 року грав у першій лізі Тернопільської області за «Агрониву» (Заводське).
У липні 2018 року перейшов до «Ниви». У футболці тернопільського клубу дебютував 18 липня 2018 року в програному (1:2) виїзному поєдинку першого кваліфікаційного раунду кубку України проти «Вікторії» (Миколаївка). Роман вийшов на поле в стартовому складі, а на 67-ій хвилині його замінив Валентин Залізняк.
У Другій лізі України дебютував 22 липня 2018 року в нічийному (1:1) виїзному поєдинку 1-го туру проти вінницької «Ниви». Роман вийшов на поле в стартовому складі та відіграв увесь матч. Дебютним голом у футболці «Ниви» відзначився 31 серпня 2019 року на 29-ій хвилині нічийного (2:2) домашнього поєдинку 6-го туру групи А Другої ліги України проти хмельницького «Поділля». Волохатий вийшов на поле в стартовому складі, а на 54-ій хвилині його замінив Андрій Малащук. За підсумками сезону 2019/20 років допоміг «Ниві» виграти групу А Другої ліги та підвищитися в класі. 
У Першій лізі України дебютував 5 вересня 2020 року в нічийному (1:1) виїзному поєдинку 1-го туру проти харківського «Металіста 1925». Роман вийшов на поле в стартовому складі, а на 72-ій хвилині його замінив Андрій Малащук. У Першій лізі України дебютним голом відзначився 26 вересня 2020 року на 7-ій хвилині нічийного (1:1) домашнього поєдинку 4-го туру Першої ліги України проти краматорського «Авангарда». Волохатий вийшов на поле в стартовому складі, а на 66-ій хвилині його замінив Сергій Кисленко.
Виступав за студентську збірну України.